# Digesvale
Digesvale (Riparia riparia) er med sine 12 cm Danmarks mindste svaleart. Den er vidt udbredt og findes i hele Europa, samt i Mellemøsten, det nordlige af Asien og i Nordamerika. Den har vinterkvarterer i Vest- og Centralafrika, i det sydlige Asien og i Sydamerika. 
Digesvalen har kort og ikke særligt dybt kløftet hale. Dens overside mangler det blå skær som de andre svalearter har og virker derfor brunlig. Undersiden er lys flødefarvet, og ligesom landsvalen har digesvalen et brystbånd. Digesvalens er dog tydeligt brunt. Digesvalens strube er lys, og dens korte ben og fødder er brunsorte og ikke fjerklædte.
Digesvalen er en almindelig ynglefugl i Danmark, selvom bestanden er blevet mindre siden 1960'erne. Tilbagegangen kan måske forklares med tørke i deres vinterkvarterer i tropisk Vest- og Centralafrika. De senere år har bestanden dog været i fremgang. Digesvalerne kommer til landet omkring 1. maj og de flyver tilbage til Afrika i september.
Digesvalen bygger rede i klinter og brinker. Rederne udgraves gerne i store kolonier f.eks. ved kysten eller i grusgrave. En ynglekoloni kan huse fra 12 til flere hundrede ynglepar afhængigt af redemulighederne. Selve reden ligger dybt inde i klinten efter en 50 – 120 cm lang indgang. Reden er flettet sammen af strå og fjer og bliver hurtigt hjemsted for mange parasitter. De 4-5 hvide æg lægges i starten af maj. Digesvalen kan som regel nå at opfostre to kuld unger i løbet af en sommer.
Digesvalen jager som de andre svaler insekter i luften; den har i modsætning til landsvalen en flaksende og rykvis flugt. Digesvalerne følges gerne i store flokke på jagt efter flyvende insekter over strande, søer eller moser.